# Pałac Biskupi w Katowicach
Pałac Biskupi w Katowicach – wzniesiony w latach 1927–1933 budynek przeznaczony na siedzibę biskupów diecezji katowickiej i kurii biskupiej, będący własnością archidiecezji katowickiej. Jest zlokalizowany przy ul. Henryka Jordana 39. Obszar pod budowę pałacu przekazał diecezji katowickiej Claus-Hubert von Tiele-Winckler. Zaprojektowali go twórcy znajdującej się w sąsiedztwie Archikatedry Chrystusa Króla architekci Zygmunt Gawlik i Franciszek Mączyński. Obecnie jest siedzibą Kurii Archidiecezjalnej.
W okresie Polski Ludowej zachodnie skrzydło gmachu władze państwowe zajęły na potrzeby służby zdrowia. W roku 1986 diecezja weszła w ponowne władanie tej części budynku i przeznaczyła je na siedzibę Muzeum Diecezjalnego.

## Rezydencja biskupów katowickich
Miejscem zamieszkania wielu biskupów katowickich stał się budynek zlokalizowany na rogu ul. Francuskiej i ul. Powstańców w Katowicach. Przed 1932 r. w połowie należał do fundacji chorzowskiej, druga część do gwarectwa rudzkiego, które dzierżawiło dla kopalni "Eminencja" chorzowskie pole węglowe. W tym domu przed  1932 r. mieszkał dyrektor Witold Stadnikiewicz, a po nim generalny dyrektor Lewalski. Jako że gwarectwo zalegało ze znacznymi kwotami dzierżawnymi wobec fundacji chorzowskiej (parafii św. Magdaleny w Chorzowie) – właścicielki części pola górniczego należącego do kopalni "Eminencja", dłużnicy zaproponowali, że część willi będącej własnością gwarectwa oddadzą w zamian za długi. W takich okolicznościach, willa przeszła na własność diecezji katowickiej. We wrześniu 1932 r. bp Stanisław Adamski zamieszkał w nowej rezydencji.

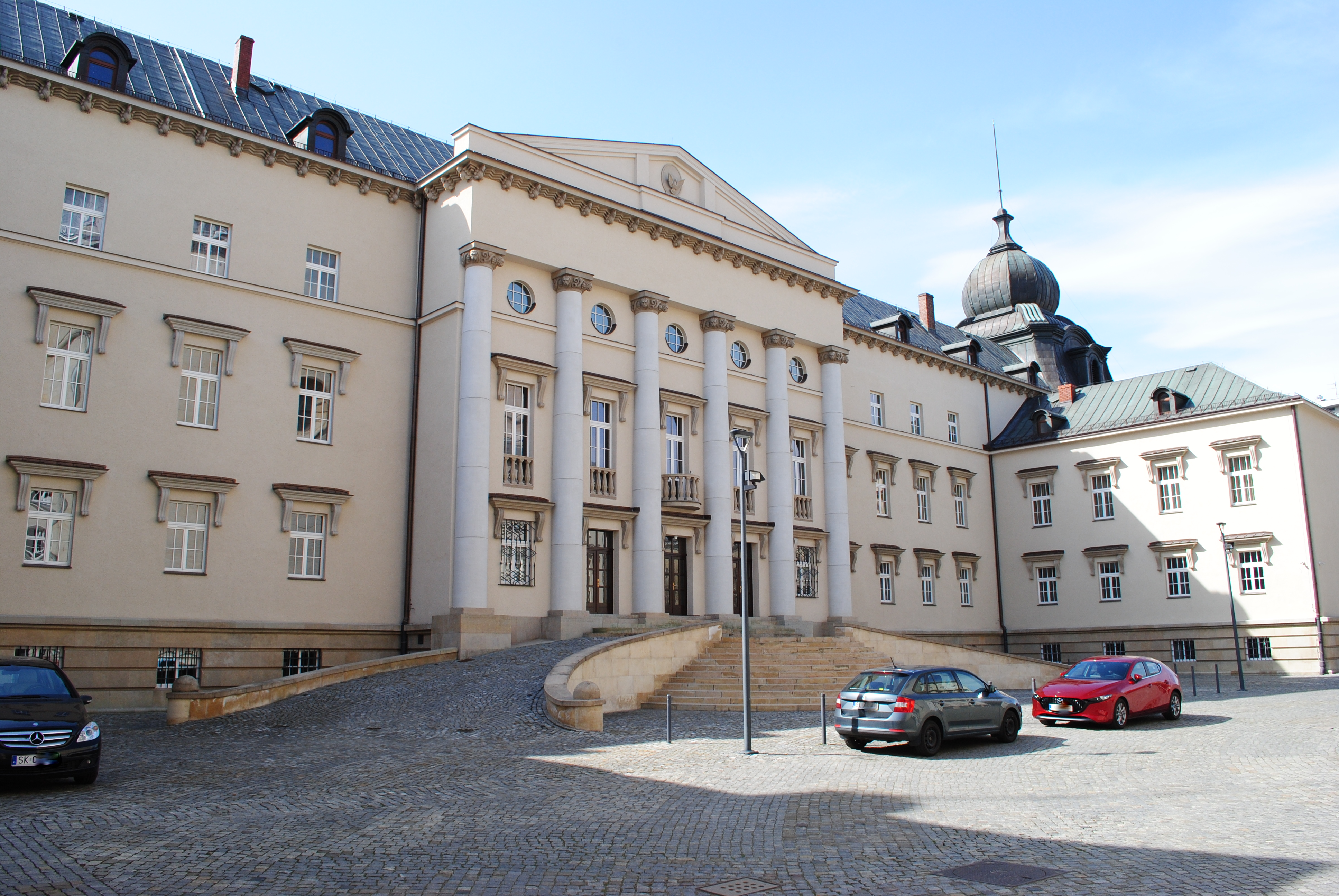
Fronton Pałacu Biskupiego w Katowicach, obecnie gmach Kurii Archidiecezjalnej
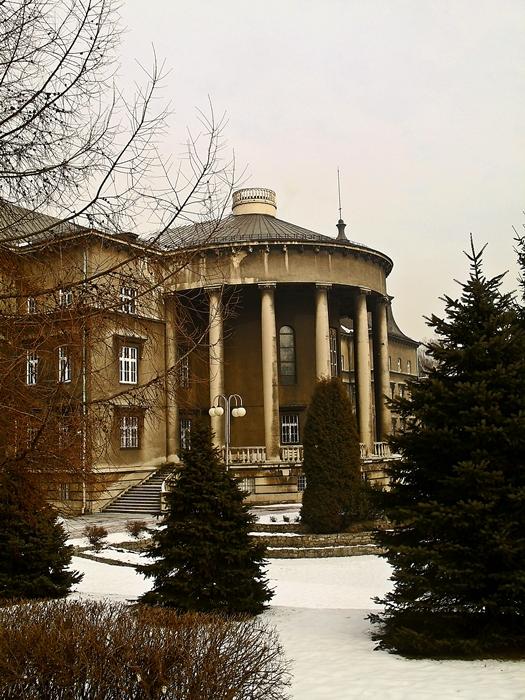
Widok od strony ogrodów
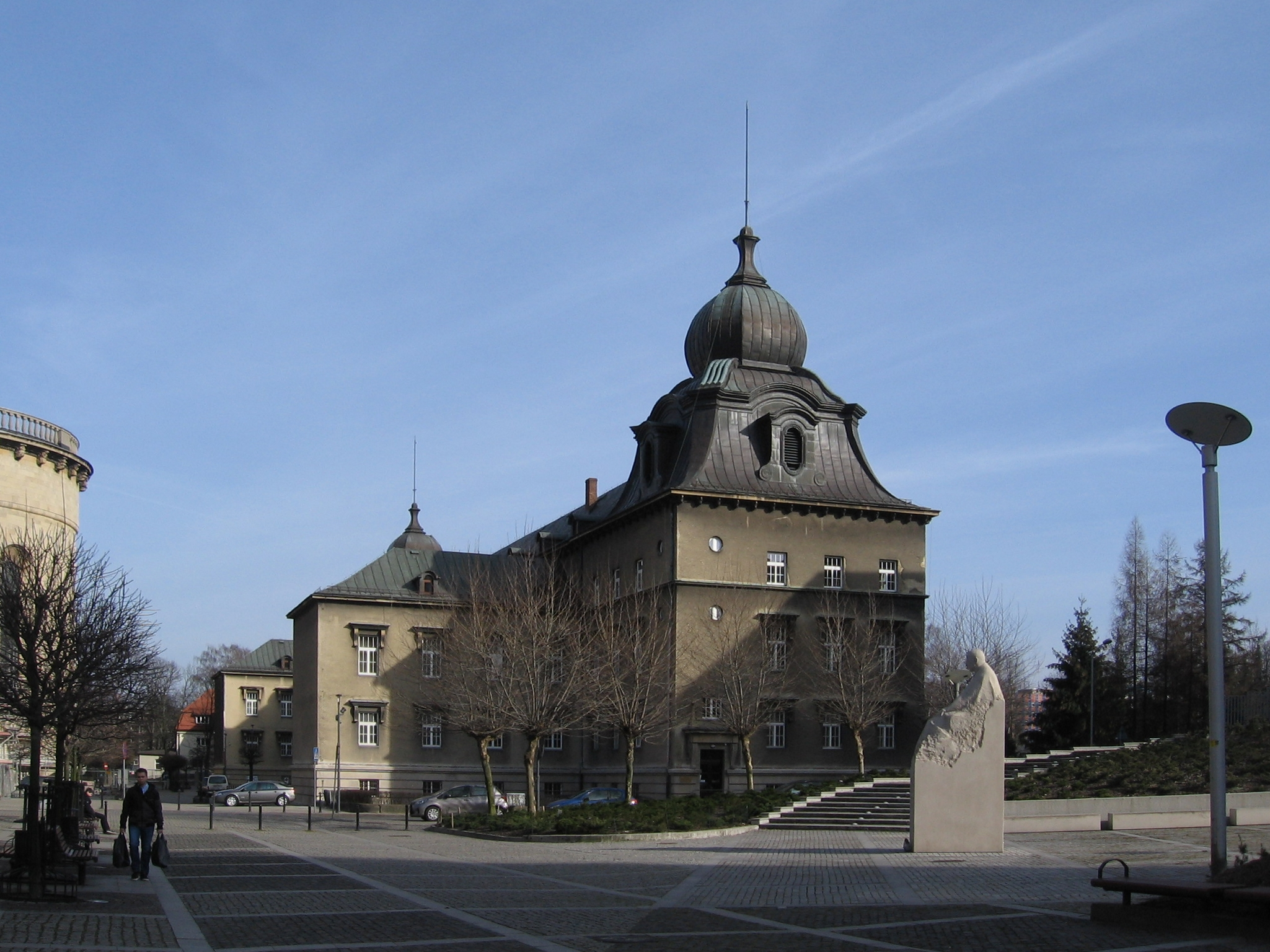
Widok od strony Skweru Prymasowskiego